# Críticas ao socialismo
A crítica ao socialismo (também conhecida como antissocialismo) é qualquer crítica aos modelos socialistas de organização econômica e sua viabilidade, bem como às implicações políticas e sociais da adoção de tal sistema. Algumas críticas não são direcionadas ao socialismo como um sistema, mas sim ao movimento socialista, partidos ou Estados socialistas existentes. 
Alguns críticos consideram o socialismo um conceito puramente teórico que deve ser criticado por motivos teóricos (como no problema do cálculo econômico), enquanto outros sustentam que existem certos exemplos históricos e que podem ser criticados por motivos práticos. Como existem muitos modelos de socialismo, a maioria das críticas se concentra em um tipo específico de socialismo e na experiência de economias do tipo soviético que podem não se aplicar a todas as formas de socialismo, pois diferentes modelos entram em conflito entre si sobre questões de propriedade, coordenação econômica e como o socialismo deve ser alcançado. Os críticos de modelos específicos podem ser defensores de um tipo diferente de socialisno, por exemplo.
Segundo o economista Ludwig von Mises, da Escola Austríaca, um sistema econômico que não utiliza dinheiro, cálculo financeiro e preços de mercado será incapaz de avaliar efetivamente os bens de capital e coordenar a produção e, portanto, o socialismo é impossível porque carece das informações necessárias para realizar o cálculo econômico em primeiro lugar. Outro argumento central levantado contra os sistemas socialistas baseados no planejamento econômico é baseado no uso do conhecimento disperso. O socialismo é inviável nessa visão porque as informações não podem ser agregadas por um órgão central e efetivamente usadas para formular um plano para toda uma economia, porque isso resultaria em sinais de preços distorcidos ou ausentes. Outros economistas criticam os modelos de socialismo baseados na economia neoclássica por sua confiança nas suposições defeituosas e irrealistas de equilíbrio econômico e eficiência de Pareto. Alguns filósofos também criticaram os objetivos do socialismo, argumentando que a igualdade corrói as diversidades individuais e que o estabelecimento de uma sociedade igualitária teria que implicar forte coerção.
Os liberais econômicos e os libertários de direita veem a propriedade privada dos meios de produção e a troca de mercado como entidades naturais ou direitos morais que são centrais para suas concepções de liberdadee veem a dinâmica econômica do capitalismo como imutável e absoluta. Como resultado, eles percebem a propriedade pública dos meios de produção e planejamento econômico como infrações à liberdade. Muitos comentaristas da direita política apontam os assassinatos em massa sob os regimes comunistas como uma acusação ao socialismo.

## Crítica do planejamento centralizado

### Sinais de preços distorcidos ou ausentes

Tabela de oferta e demanda: a intervenção política na formação de preços no mercado livre por meio da oferta e da demanda leva a um desvio do preço de equilíbrio, segundo os críticos do socialismo, causando uma infinidade de efeitos colaterais indesejáveis

O problema do cálculo econômico é uma crítica ao planejamento econômico central que existe em algumas formas de socialismo. Foi proposto pela primeira vez em 1854 pelo economista prussiano Hermann Heinrich Gossen. Foi posteriormente exposto em 1902 pelo economista holandês Nicolaas Pierson, em 1920 por Ludwig von Mises e mais tarde por Friedrich Hayek. O problema referido é o de como distribuir racionalmente os recursos em uma economia. O mercado livre depende do mecanismo de preços, em que as pessoas individualmente têm a capacidade de decidir como os recursos devem ser distribuídos com base em sua disposição de dar dinheiro para bens ou serviços específicos. O preço transmite informações embutidas sobre a abundância de recursos, bem como sua conveniência (oferta e demanda) que, por sua vez, permite – com base em decisões consensuais individuais – correções que evitam escassez e excessos. Mises e Hayek argumentaram que esta é a única solução possível e, sem as informações fornecidas pelos preços de mercado, o socialismo carece de um método para alocar recursos racionalmente. Aqueles que concordam com esta crítica argumentam que é uma refutação do socialismo e que mostra que uma economia planificada socialista nunca poderia funcionar. O debate se alastrou nas décadas de 1920 e 1930 e esse período específico do debate passou a ser conhecido pelos historiadores econômicos como "o Debate do Cálculo Socialista".
Mises argumentou em um famoso artigo de 1920 intitulado  "Economic Calculation in the Socialist Commonwealth" que os sistemas de preços nas economias socialistas eram necessariamente deficientes porque se o governo possuísse os meios de produção, então nenhum preço poderia ser obtido para bens de capital, pois eles eram meramente transferências internas de bens em um sistema socialista e não "objetos de troca", ao contrário dos bens finais, portanto não eram precificados e, portanto, o sistema seria necessariamente ineficiente, pois os planejadores centrais não saberiam como alocar os recursos disponíveis de forma eficiente. Isso o levou a declarar "que a atividade econômica racional é impossível em uma comunidade socialista". Mises desenvolveu sua crítica ao socialismo de forma mais completa em seu livro de 1922, Socialism, An Economic and Sociological Analysis.
Mises argumentou que um sistema socialista baseado em uma economia planejada não seria capaz de alocar recursos efetivamente devido à falta de sinais de preços. Como os meios de produção seriam controlados por uma única entidade, seria impossível aproximar os preços dos bens de capital em uma economia planejada. Seu argumento era que o socialismo fracassaria economicamente por causa do problema do cálculo econômico – a impossibilidade de um governo socialista ser capaz de fazer os cálculos econômicos necessários para organizar uma economia complexa. Mises projetou que sem uma economia de mercado não haveria um sistema funcional de preços, o que ele considerava essencial para alcançar a alocação racional e eficiente de bens de capital para seus usos mais produtivos. De acordo com Mises, o socialismo fracassaria porque a demanda não pode ser conhecida sem preços. Esses argumentos foram elaborados por economistas austríacos subsequentes,como Hayek e estudantes como Hans Sennholz. Em 1977, Hayek argumentou que "os preços são um instrumento de comunicação e orientação que incorporam mais informações do que temos diretamente" e "toda a ideia de que você pode trazer a mesma ordem com base na divisão do trabalho por simples direção cai por terra. [...] Se você precisa de preços, incluindo os preços do trabalho, para direcionar as pessoas para onde elas são necessárias, você não pode ter outra distribuição senão a do princípio de mercado".
O economista húngaro János Kornai escreveu que "a tentativa de realizar o socialismo de mercado [...] produz um sistema incoerente, no qual existem elementos que se repelem: o domínio da propriedade pública e o funcionamento do mercado não são compatíveis".
Os defensores do capitalismo laissez-faire argumentam que, embora os monopólios privados não tenham nenhuma concorrência real, existem muitos concorrentes potenciais observando-os e, se eles estiverem prestando um serviço inadequado ou cobrando uma quantia excessiva por um bem ou serviço, os investidores iniciariam uma empresa concorrente. O economista anarcocapitalista Hans-Hermann Hoppe argumenta que, na ausência de preços para os meios de produção, não há contabilidade de custos que direcione o trabalho e os recursos para os usos mais valiosos. De acordo com Tibor Machan, "sem um mercado no qual as alocações possam ser feitas em obediência à lei da oferta e da demanda, é difícil ou impossível canalizar recursos com relação às preferências e objetivos humanos reais".
Segundo o economista Milton Friedman: "A parte do prejuízo é tão importante quanto a parte do lucro. O que distingue o sistema privado de um sistema socialista de governo é a parte da perda. Se o projeto de um empresário não dá certo, ele fecha. Se fosse um projeto do governo, teria sido ampliado, porque não há a disciplina do elemento de lucros e perdas".
Os defensores da teoria do caos argumentam que é impossível fazer previsões precisas de longo prazo para sistemas altamente complexos, como uma economia.
Pierre-Joseph Proudhon levanta questões de cálculo semelhantes em sua obra A Ideia Geral de Revolução no Século XIX, mas também propõe certos arranjos voluntários que também exigiriam cálculo econômico. Leon Trotsky, um feroz defensor do planejamento econômico descentralizado, argumentou que o planejamento econômico centralizado seria "insolúvel sem a experiência diária de milhões, sem a revisão crítica de sua própria experiência coletiva, sem a expressão de suas necessidades e demandas e não poderia ser realizado dentro dos limites dos santuários oficiais" e "mesmo se o Politburo consistisse em sete gênios universais, de sete Marxes, ou sete Lenins, ainda seria incapaz, sozinho, com toda a sua imaginação criativa, de afirmar o comando da economia de 170 milhões de pessoas". Em contraste com a falta de mercado, o socialismo de mercado pode ser visto como uma alternativa ao modelo socialista tradicional. Teoricamente, a diferença fundamental entre uma economia socialista tradicional e uma economia socialista de mercado é a existência de um mercado para os meios de produção e bens de capital. Os socialistas abolicionistas do mercado respondem que, embora os defensores do capitalismo e da Escola Austríaca em particular reconheçam que os preços de equilíbrio não existem, eles afirmam que esses preços podem ser usados como uma base racional quando este não é o caso, portanto, os mercados não são eficientes. De acordo com os socialistas abolicionistas do mercado, o planejamento descentralizado permite a ocorrência de um sistema autorregulador espontâneo de controle de estoque (baseado apenas no cálculo em espécie) e que, por sua vez, supera decisivamente as objeções levantadas pelo argumento do cálculo econômico de que qualquer economia de grande escala deve necessariamente recorrer a um sistema de preços de mercado.

### Supressão da democracia econômica e da autogestão
O planejamento central também é criticado por elementos da esquerda radical. O economista socialista libertário Robin Hahnel observa que, mesmo que o planejamento central superasse suas inibições inerentes de incentivos e inovação, seria, no entanto, incapaz de maximizar a democracia econômica e a autogestão, que ele acredita serem conceitos intelectualmente mais coerentes, consistentes e justos do que o mainstream de noções de liberdade econômica.
Como Hahnel explica: "Combinado com um sistema político mais democrático, e refeito para se aproximar de uma versão mais próxima do melhor caso, as economias planejadas centralmente, sem dúvida, teriam um desempenho melhor. Mas elas nunca poderiam ter entregado a autogestão econômica, elas sempre teriam sido lentas para inovar, pois a apatia e a frustração cobravam seu preço inevitável, e elas sempre teriam sido suscetíveis a crescentes desigualdades e ineficiências à medida que os efeitos do poder econômico diferencial cresciam. Sob o planejamento central, nem planejadores, gerentes ou trabalhadores tinham incentivos para promover o interesse econômico social. Tampouco os mercados iminentes de bens finais para o sistema de planejamento emanciparam os consumidores de maneira significativa. Mas o planejamento central teria sido incompatível com a democracia econômica mesmo que tivesse superado suas obrigações de informação e incentivos. E a verdade é que sobreviveu tanto tempo apenas porque foi sustentado por um poder político totalitário sem precedentes".

## Crítica da empresa pública

### Avanço tecnológico lento ou estagnado

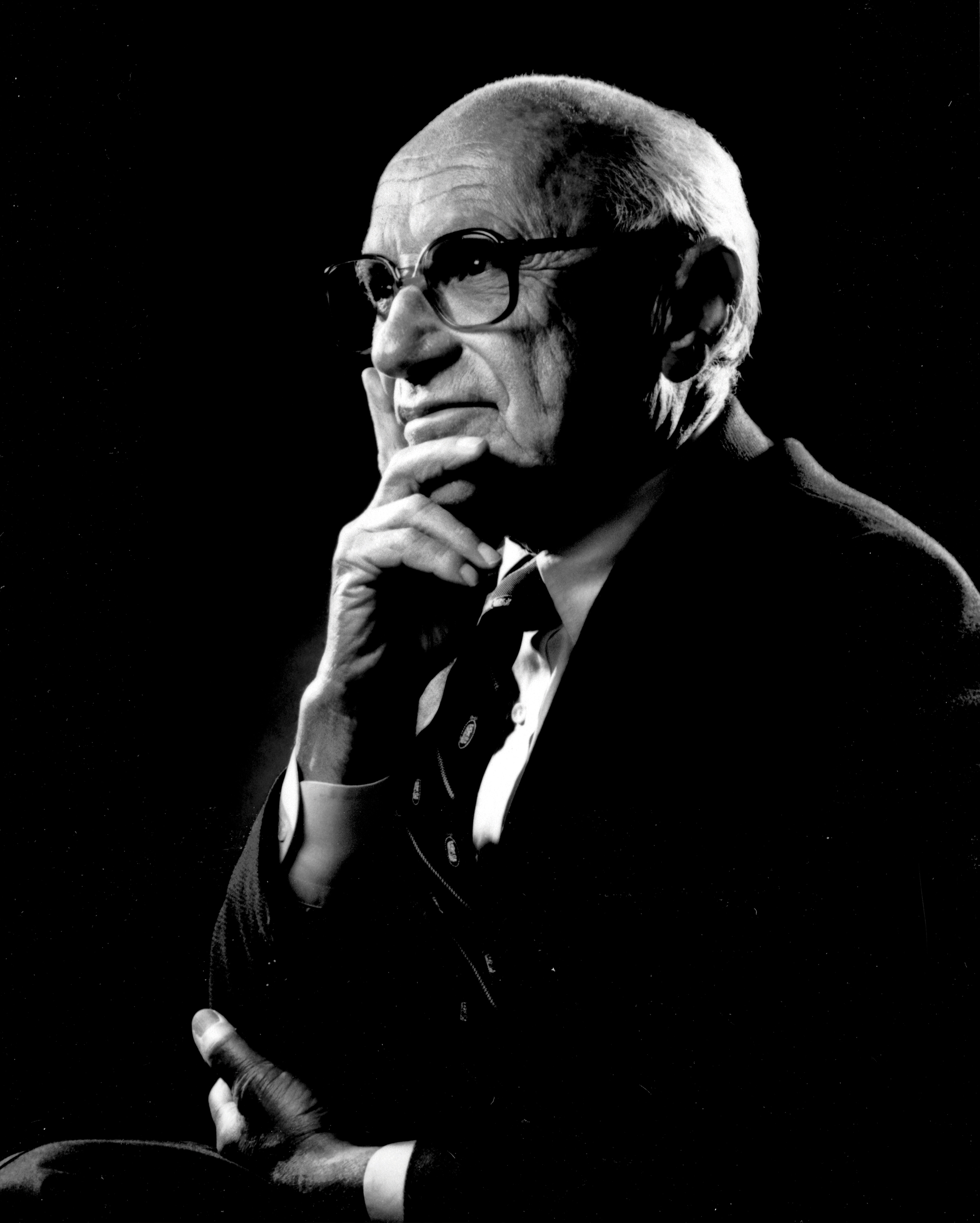
Milton Friedman, vencedor do Prêmio Nobel de Ciências Econômicas em 1976, membro da Escola de Chicago e um conhecido oponente do socialismo

O economista Milton Friedman argumentou que o socialismo, com o que ele chamou de propriedade estatal dos meios de produção, impede o progresso tecnológico devido à competição sufocada. Ele observou que "precisamos apenas olhar para os Estados Unidos para ver onde o socialismo falha", observando que as "áreas mais atrasadas tecnologicamente são aquelas onde o governo possui os meios de produção".

Friedman afirmou que o socialismo defendia a abolição de mercados livres e sistemas de recompensa baseados em dinheiro e risco, uma afirmação contestada por alguns socialistas. Friedman argumenta que sem tal sistema de recompensa baseado em dinheiro e risco, muitos inventores capitalistas, que Friedman afirma existiriam no socialismo, não arriscariam tempo ou capital para pesquisa. Friedman acreditava que essa era uma das razões para o sistema de patentes e a lei de direitos autorais dos Estados Unidos, argumentando:
O socialismo provou não ser mais eficiente em casa do que no exterior. Quais são as nossas áreas mais atrasadas tecnologicamente? A entrega de correspondência, as escolas, o judiciário, o sistema legislativo - tudo atolado em tecnologia ultrapassada. Sem dúvida, precisamos do socialismo para os sistemas judiciário e legislativo. Não queremos correio ou escolas, como foi demonstrado pela Federal Express e outros, e pela capacidade de muitas escolas particulares de fornecer educação superior a jovens desprivilegiados pela metade do custo da educação do governo. [...]

 Todos nós reclamamos com justiça do desperdício, fraude e ineficiência dos militares. Por que? Porque é uma atividade socialista – uma atividade que parece não ter como ser privatizada. Mas por que deveríamos ser melhores na administração de empreendimentos socialistas do que os russos ou chineses?

 Ao estender o socialismo muito além da área onde ele é inevitável, acabamos desempenhando as funções governamentais essenciais muito menos bem do que não só é possível, mas do que foi alcançado anteriormente. Em uma era mais pobre e menos socialista, produzimos uma rede nacional de estradas, pontes e sistemas de metrô que causaram inveja no mundo. Hoje não conseguimos nem mesmo mantê-los.

### Incentivos reduzidos

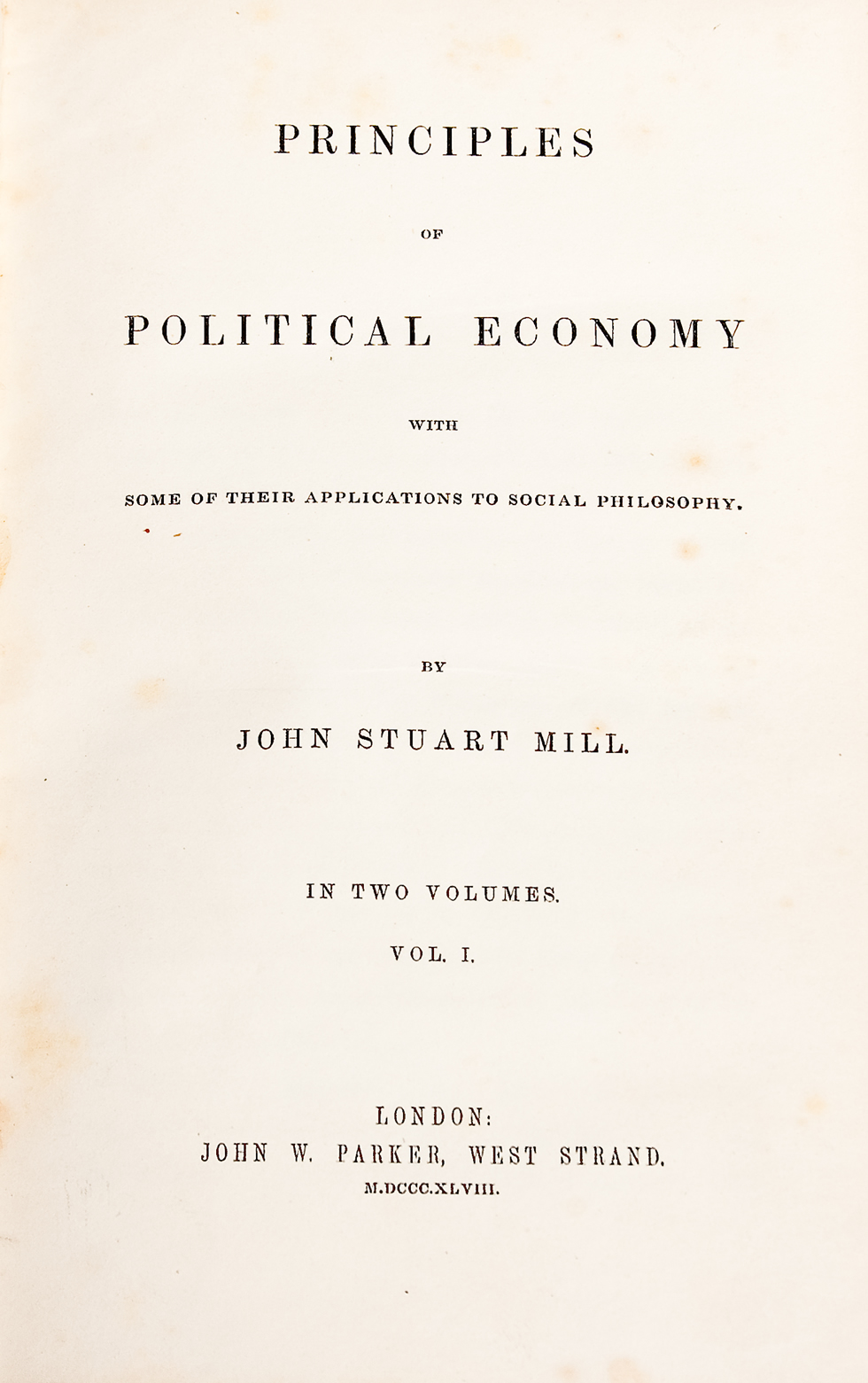
Capa da primeira edição de The Principles of Political Economy, de John Stuart Mill

Uma crítica ao socialismo é que, em qualquer sociedade em que todos possuam riqueza igual, não pode haver incentivo material para trabalhar porque não se recebe recompensas por um trabalho bem feito. Eles ainda argumentam que os incentivos aumentam a produtividade para todas as pessoas e que a perda desses efeitos levaria à estagnação. Alguns críticos do socialismo argumentam que a divisão da renda reduz os incentivos individuais ao trabalho e, portanto, a renda deve ser individualizada tanto quanto possível.
Em The Principles of Political Economy (1848), John Stuart Mill escreveu:

É um erro comum dos socialistas ignorar a indolência natural da humanidade; sua tendência de ser passiva, de ser escrava do hábito, de persistir indefinidamente em um curso uma vez escolhido. Deixe-os atingir qualquer estado de existência que considerem tolerável e o perigo a ser apreendido é que, a partir de então, estagnarão; não se esforçarão para melhorar e, deixando suas faculdades enferrujarem, perderão até mesmo a energia necessária para preservá-las da deterioração. A competição pode não ser o melhor estímulo concebível, mas no momento é necessário e ninguém pode prever o tempo em que não será indispensável para o progresso.
Mais tarde, Mill alterou seus pontos de vista e adotou uma perspectiva socialista, acrescentando capítulos a sua obra em defesa de uma perspectiva socialista e defendendo algumas causas socialistas. Nesse trabalho revisado, ele também fez a proposta radical de que todo o sistema salarial fosse abolido em favor de um sistema cooperativo de salários. No entanto, algumas de suas opiniões sobre a ideia de tributação fixa permaneceram, embora de forma ligeiramente atenuada.

## Prosperidade reduzida

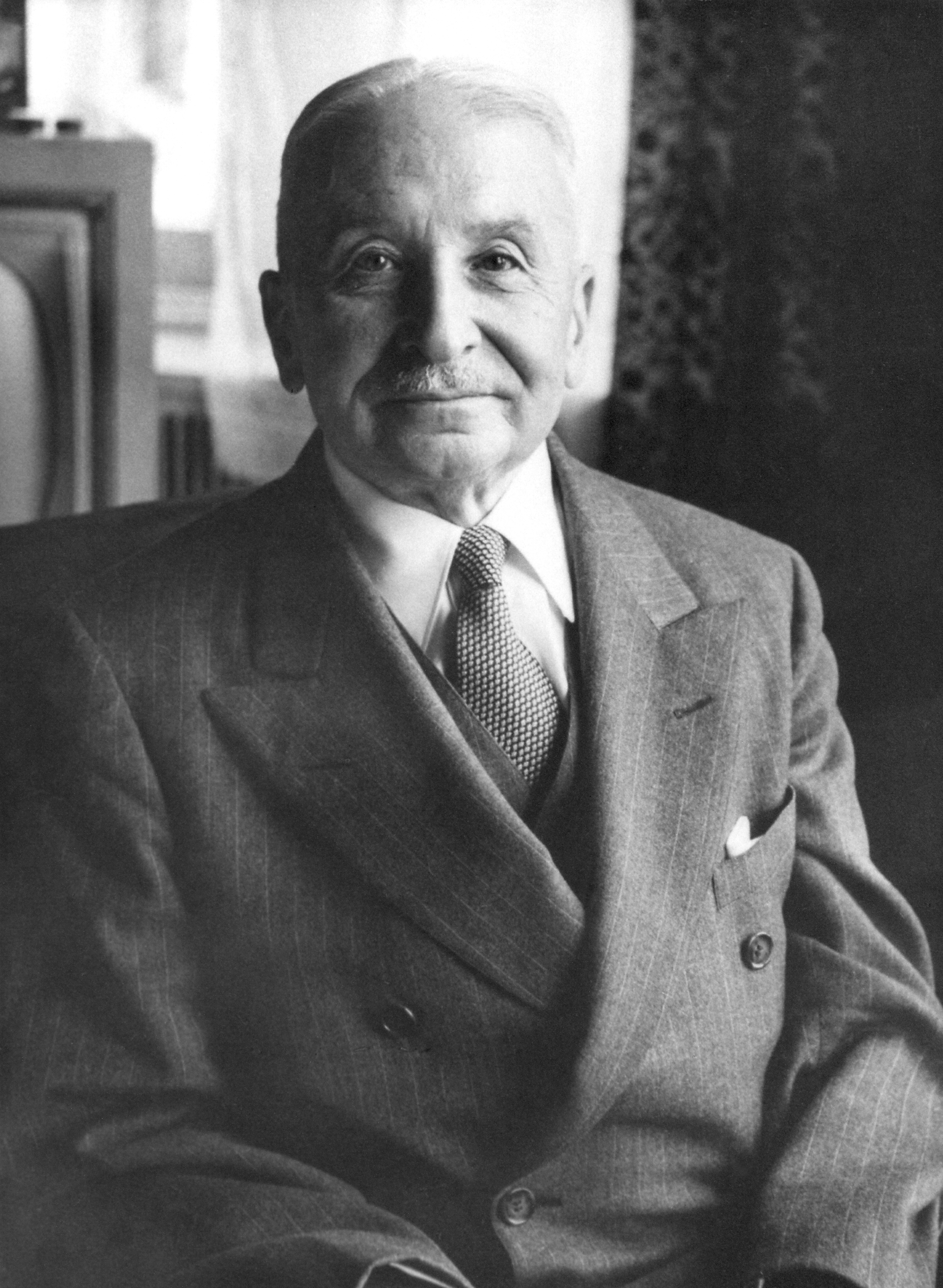
Ludwig von Mises é mais conhecido por seu trabalho em estudos de praxeologia comparando comunismo e capitalismo

O economista escolar austríaco Hans-Hermann Hoppe argumentou que os países onde os meios de produção são nacionalizados não são tão prósperos quanto aqueles onde os meios de produção estão sob controle privado ("próspero" é definido em termos de PIB). No entanto, nem todos os socialistas concordam com a ideia de nacionalização, alguns preferindo a socialização.
Outro economista da escola austríaca, Ludwig von Mises, argumentou que almejar rendas mais igualitárias por meio da intervenção do Estado necessariamente leva a uma redução na renda nacional e, portanto, na renda média. Consequentemente, ele diz que o socialista escolhe o objetivo de uma distribuição de renda mais igualitária na suposição de que a utilidade marginal da renda para uma pessoa pobre é maior do que para uma pessoa rica. De acordo com Mises, isso exige uma preferência por uma renda média mais baixa sobre a desigualdade de renda com uma renda média mais alta. Ele não vê justificativa racional para essa preferência e também afirma que há poucas evidências de que o objetivo de maior igualdade de renda seja alcançado.
Mises também diz: "O único fato certo sobre os assuntos russos sob o regime soviético com o qual todas as pessoas concordam é: que o padrão de vida das massas russas é muito inferior ao das massas no país que é universalmente considerado como o modelo do capitalismo, os Estados Unidos da América. Se fôssemos considerar o regime soviético como um experimento, teríamos que dizer que o experimento demonstrou claramente a superioridade do capitalismo e a inferioridade do socialismo".

## Efeitos sociais e políticos

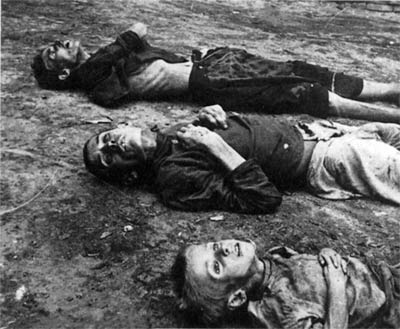
A fome russa de 1921–22 na União Soviética durante a era de Josef Stalin matou cerca de 5 milhões de pessoas.

Em The Road to Serfdom, Friedrich Hayek argumentou que a distribuição mais uniforme da riqueza por meio da nacionalização dos meios de produção não pode ser alcançada sem a perda de direitos políticos, econômicos e humanos. Ele argumentou que para alcançar o controle sobre os meios de produção e distribuição de riqueza é necessário que tais socialistas adquiram poderes significativos de coerção. Hayek argumentou que o caminho para o socialismo leva a sociedade ao totalitarismo e argumentou que o fascismo e o nazismo foram o resultado inevitável das tendências socialistas na Itália e na Alemanha durante o período anterior. Assim, sustentou Hayek, mover-se para a esquerda do capitalismo para o socialismo é na verdade mover-se para a direita, do capitalismo para o fascismo. Essas ideias estão encapsuladas na "teoria da ferradura". Um argumento semelhante foi feito por críticos como Dinesh D'Souza, que sustentam que, como o nome alemão completo do Partido Nazista Alemão era Nationalsozialistische Deutsche Arbeiterpartei, e porque "Nationalsozialistische" se traduz em "Nacional Socialismo", o fascismo é na verdade um tipo do socialismo e muitos socialistas são nazistas.

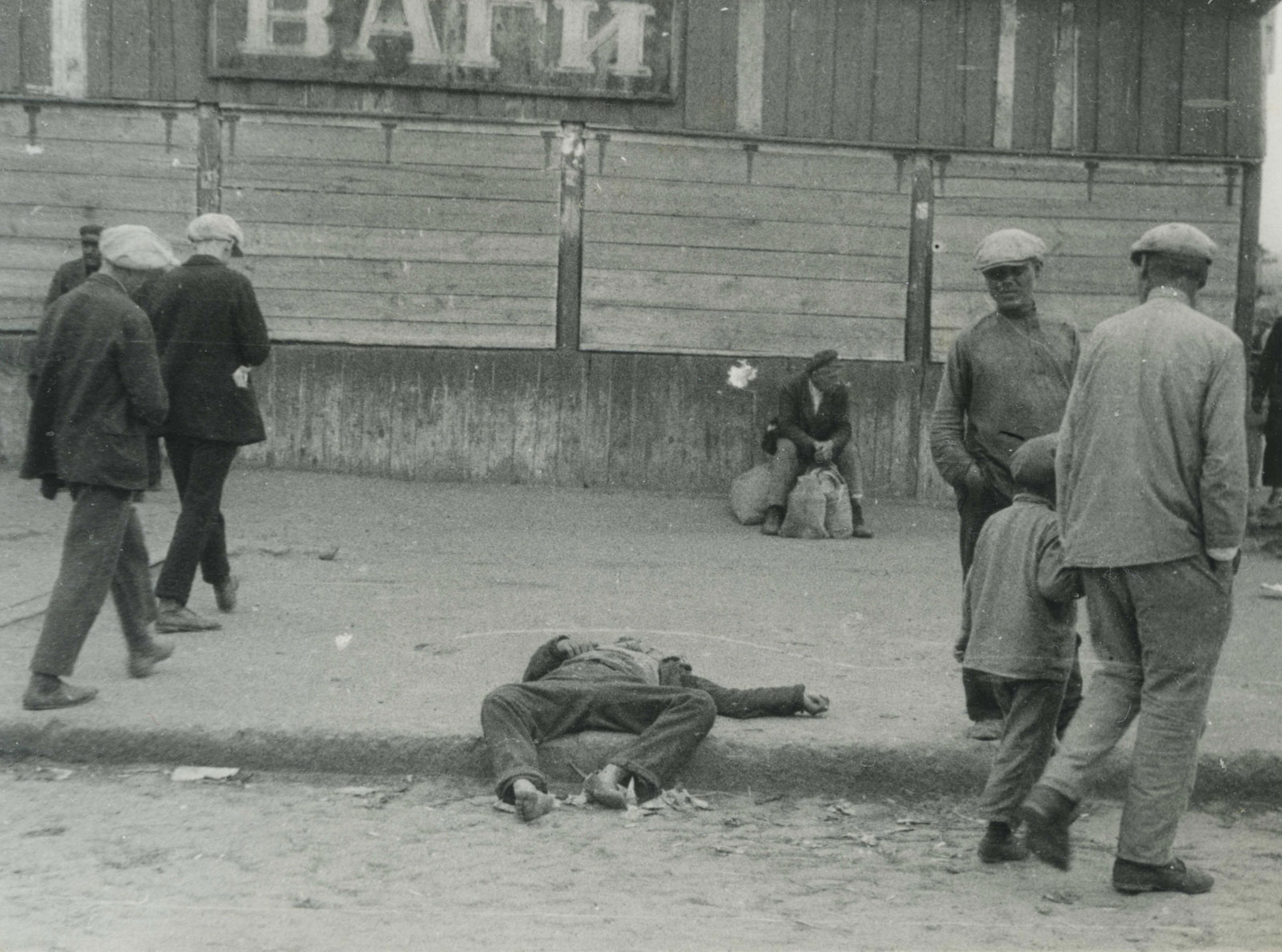
Pessoa vítima do Holodomor numa rua da Carcóvia.

Peter Self critica a economia planificada socialista tradicional e argumenta contra a busca de "extrema igualdade" porque acredita que requer "forte coerção" e não permite "reconhecimento razoável para diferentes necessidades individuais, gostos (para trabalho ou lazer) e talentos". Self sustenta que, embora uma economia socialista planejada forneça uma liberdade substancialmente maior do que a presente no capitalismo – sob a qual a grande maioria das pessoas é coagida pela ameaça de fome a trabalhar para o lucro de uma pequena classe capitalista – adicionar mercados ao socialismo melhora a liberdade e eficiência. Consequentemente, Self recomenda o socialismo de mercado em vez do capitalismo ou do socialismo sem mercado. O filósofo David Schweickart descreveu pontos de vista semelhantes.
Os críticos do socialismo citam a União Soviética e a Venezuela como exemplos de países onde o socialismo falhou.

## Alegações de corrupção de liderança
Alguns críticos veem o socialismo como um tipo de organização política do Estado, em vez de um tipo de estrutura socioeconômica (como é tradicional). Esses pensadores geralmente criticam o que chamam de "Estados socialistas" em vez de "socialismo".
Milton Friedman argumentou que a ausência de atividade econômica privada permitiria aos líderes políticos conceder a si mesmos poderes coercitivos, poderes que, sob um sistema capitalista, seriam concedidos por uma classe capitalista, o que Friedman achou preferível. Em sua campanha contra o candidato trabalhista Clement Attlee nas eleições gerais de 1945, Winston Churchill afirmou que o socialismo requer métodos totalitários, incluindo uma polícia política, para atingir seus objetivos.

## Assassinatos em massa
Muitos comentaristas da direita política apontam para os assassinatos em massa sob os regimes comunistas, alegando-os como uma acusação ao socialismo. O Livro Negro do Comunismo tem sido um dos trabalhos acadêmicos mais elaborados para defender esse ponto.

## Contra-crítica
Defensores do socialismo afirmam que os assassinatos em massa sob regimes comunistas foram aberrações causadas por regimes autoritários específicos, e não causados pelo próprio socialismo, e apontam mortes em massa em guerras que eles afirmam terem sido causadas pelo capitalismo e anticomunismo como um contraponto a esses assassinatos.
Nathan J. Robinson, editor-chefe da revista progressista de esquerda Current Affairs, defendeu o socialismo das críticas, argumentando que o socialismo significa que "os seres humanos devem se preocupar uns com os outros e compartilhar seus recursos de forma justa de uma forma que garanta que ninguém seja privado".